# Вильнюсская бригада
Ви́льнюсская брига́да (лит. Vilniaus brigada) — крупнейшая организованная преступная группировка Литовской Республики, действовавшая в стране. Образована в конце 1980-х годов.

## История
После распада СССР и становления независимости Литвы в новой стране произошёл всплеск насилия и настал пик рэкета. Вильнюсская бригада стала одной из опаснейших группировок; помимо неё, в стране действовали «Дактарасы» под руководством Хенрикаса Дактараса и «Жалякальнис» (Каунас), группировка Гайдюргиса (Клайпеда), «Принцы» (Шяуляй), «Кавиора» (Паневежис), «Баубляй» (Алитус) и многие другие. Из-за их деятельности в 1993 году совершилось 1194 убийства (из них 480 умышленного характера). В 1992 году бригада даже открыто заявила в интервью газете «Respublika», что именно бригаде принадлежит власть над Вильнюсом.
Почти все члены банды ещё во время перестройки были деятелями криминального мира, а её ядро составили люди, сделавшие состояние во время бесконтрольной приватизации 1990—1993 годов. Группа занималась угонами машин, похищениями людей, торговлей наркотиками и контрабандой. Вильнюсская бригада оказывала серьёзное влияние на политику и экономику Литвы в первые годы независимости, даже предоставляя МВД Литвы стрелковое оружие. Тем не менее, некоторые преступления пресса ошибочно приписала членам Вильнюсской бригады: часть этих преступлений совершила банда Валерия Янюшкевича в 1992—1997 годах, которую, по некоторым свидетельствам, боялись даже в бригаде.
Журналист Витас Лингис одним из первых в прессе стал освещать подробности преступлений, совершаемых членами Вильнюсской бригады, и писать об организованной преступности в Литве как таковой, за что не раз получал в свой адрес угрозы расправы. 12 октября 1993 года он был убит тремя выстрелами в голову. По обвинению в убийстве были арестованы Борис Деканидзе, Игорь Ахремов, Вячеслав Славицкий и Борис Бобиченко. Деканидзе, как лидер преступной группировки, был приговорён к смерти и расстрелян в 1995 году; Ахремову смертную казнь заменили лишением свободы на длительный срок. Славицкий и Бобиченко также получили тюремные сроки. Это событие обезглавило Вильнюсскую бригаду, которая распалась на множество мелких банд.

## Члены банды
- Георгий Деканидзе[лит.] («Грузин», «Жора», «Гробовщик»; 1937—2010) — «идеологический отец» группировки, сотрудничал с мафией США. По происхождению еврей[7]. Советник лидера группировки, которым являлся его сын Борис. После смерти сына на публике не показывался[8]. Похоронен на Еврейском кладбище Вильнюса[7].
- Борис Деканидзе[лит.] (13 декабря 1962 — 12 июля 1995) — лидер ОПГ, сын «идеологического отца» группировки. В банде с 1987 года, жил в США, Германии и Польше. 10 ноября 1994 года осуждён за убийство журналиста Витаса Лингиса, приказ о совершении которого отдал, находясь в Юрмале[9]. Приговорён к смертной казни через расстрел. Несмотря на попытки отца добиться замены смертной казни тюремным заключением, расстрелян в 1995 году — вплоть до вынесения приговора уверял, что знает истинных организаторов убийства Лингиса. Последний гражданин Литвы, которого официально казнили[10]. Деканидзе, в отличие от других казнённых, которых везли в микроавтобусе «Латвия» и расстреливали примерно в 30 км от Вильнюса, был казнён в Лукишкской тюрьме[11]. Похоронен на Еврейском кладбище Вильнюса[7].
- Игорь Тёмкин («Тимоха», 1960 — 5 июля 2014)[12][13] — последний остававшийся на свободе из «верхушки» Вильнюсской бригады. Работал таксистом в СССР, занимался рэкетом, в Вильнюсской бригаде занимался контрабандой наркотиков. Обвинялся непосредственно в убийстве Анатолия «Зелёного» Томилина и Игоря Зорькина[14], однако эти обвинения судом не были подтверждены[15]. После расстрела Деканидзе скрывался в ФРГ, получил 10 лет тюрьмы за деятельность в преступной группировке (освобождён в 2004 году). Предположительно, занимался незаконной деятельностью в Латвии. Застрелен в Вильнюсе[16].
- Игорь Ахремов («Ахрем») — непосредственный исполнитель убийства Витаса Лингиса. Задержан 18 ноября 1993 года[17]. Судом приговорён к смертной казни, однако из-за введённого затем запрета на смертную казнь в Литве в итоге получил приговор в виде пожизненного заключения, заменённого в 2004 году лишением свободы на 25 лет[5][18]. Наказание отбывал во 2-й Вильнюсской исправительной колонии[19]. Освобождён досрочно в 2012 году после подачи прошения, однако остаток наказания обязался отбывать условно[20].
- Юрий Криков («Крюк»)
- Александр Жданов («Жданас») — в 1994 году предпринял неудачное покушение на Збигневаса Мацкявичюса[21]. Разыскивался Интерполом, задержан в Риге во второй половине мая 1998 года[22]. Приговорён к 12 годам лишения свободы за убийство.
- Збигневас Мацкявичюс («Кот») — в 1988 году с братом Сергеюсом, Игорем Арчебасовым и ещё несколькими людьми арестован по обвинению в убийстве жителей РСФСР и угоне машин[23]. Пытался в своё время отделиться от бригады Деканидзе; в 1994 году чуть не стал жертвой покушения, организованного Александром Ждановым[21]. 24 мая 1996 года Вильнюсским окружным судом приговорён к 8 годам лишения свободы за деятельность в составе ОПГ и за угоны машин. В 2002 году досрочно освобождён, после чего неоднократно устраивал пьяные дебоши. 21 мая 2003 года неизвестный выстрелил в Мацкявичюса: тот выжил, но был доставлен в больницу с пулевым ранением[21]. Позже пережил ещё одно покушение, когда взлетел на воздух его автомобиль. В 2009 году отправлен на принудительное лечение в психиатрическую больницу: к тому моменту стал наркоманом[24].
- Ромас Карпавичюс («Карпис») — приговорён к 13 годам лишения свободы за деятельность в ОПГ и убийство. В 1995 году во время пьяного дебоша в сауне «Дельфинас» застрелил охранника и ранил другого. Сбежал в Россию, откуда был депортирован в Литву в 2007 году. Отбывает наказание во 2-й Вильнюсской исправительной колонии[25].
- Вячеслав Славицкий («Славеня») — осуждён за убийство Витаса Лингиса, отбыл наказание[5].
- Дарекас Чернявскис
- Тадеуш Василевский («Гибон») — по некоторым данным, утверждал вместе с другими членами банды, что во время январских событий в Вильнюсе погибшие гражданские лица были расстреляны не советскими войсками, а литовскими протестующими. Среди протестующих, по его словам, были бандиты из ОПГ «Тюльпаны» (Tulpiniai)[26]. После раскола банды занялся наркоторговлей; Вильнюсским 2-м участковым судом рассматривается как подозреваемый в сбыте кокаина[27].
- Игорь Первичка («Боба»)
- Валерий Соколовский («Соколян»)
- Шмуэль Соколовский («Муля»)
- Шаломас Субичюс («Сёма»)
- Давидас Кацас («Дима»)
- Давид Каплан («Додик») — один из близких друзей «Тимохи», в прошлом совладелец банка Snoras[28]. После разгрома Вильнюсской бригады бежал из Литвы и осел в России[14]. Деловой партнёр Зиявудина и Магомеда Магомедовых, основатель 70 проектов в области строительства и нефтепереработки[29].
- Виктор Полонский («Веснушка») — 9 сентября 1992 года участвовал в перестрелке с бандой «Зелёных» и был ранен[7].
- Вячеслав Заборонок («Козлик»)[21] — арестован в 1998 году по обвинению в убийстве соратников по банде Э. Свирнялиса и В. Мельниченко[30]
- Альгис Дарашкявичюс («Каблук»)
- Виктор Малахов («Малахас»)
- Ромуальдас Канапицкас («Рыжий», 1962 — май 2013) — член группировки «Спортсменов», части Вильнюсской бригады. После распада «вильнюсских» пытался примкнуть к разным группировкам. Умер от болезни[7]
- Артурас Миклошевичюс («Миклоша»)
- Михаил Садовский
- Леонид Садовский
- Эдвардас Багдзюлис («Бедзя»)
- Борис Бобиченко («Слон») — осуждён за убийство Витаса Лингиса, отбыл наказание[5].
- Юрий Набойщиков («Огурец»)
- Эугениус Свирнялис («Генюкас», 1963—1998) — после раскола банды вступил в конфликт с бывшими её членами из-за того, что не поделил доходы. Несколько раз на него совершали покушения: последнее подобное покушение сорвала полиция с помощью оперативника из Польши. Предполагаемая причина смерти — передозировка кокаина[7], однако не исключается и убийство[21].
- Викторас Акманавичюс («Горбатый») — неоднократно сидел; в декабре 1985 года получил 9 лет тюрьмы за убийство и хулиганство с учётом того, что первый срок получил ещё до своего совершеннолетия. В банде с 1992 года[21]. Приговорён к исправительным работам[31].